# Штайнберг-ам-Рофан
Штайнберг-ам-Рофан (нім. Steinberg am Rofan) — громада округу Швац у землі Тіроль, Австрія.
Штайнберг-ам-Рофан лежить на висоті 1010 м над рівнем моря і займає площу 68,6 км². Громада налічує 295 мешканців.
Густота населення 4/км².
Громада Штайнберг складається з невеличких хуторів, розкиданих на схилах гори Рофан. Поселення відоме ще з 8 століття. Зараз це популярне місце походів у гори.
|                                             |
| Штайнберг-ам-Рофан на мапі округу та землі. |

 Адреса управління громади: Steinberg 29, 6215 Steinberg am Rofan.